# Kilpisjärvi

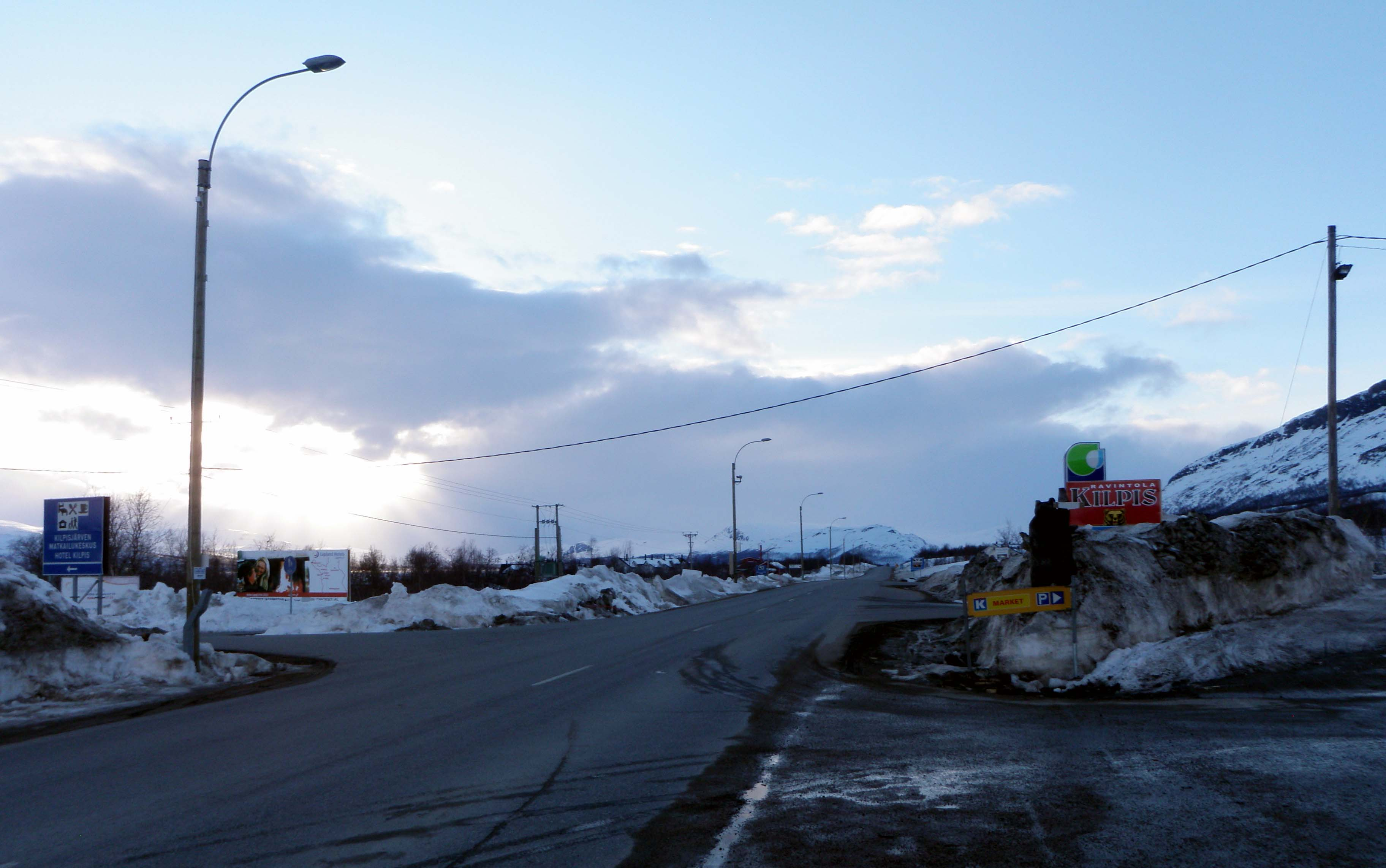
Vägen från Kilpisjärvi norrut mot Norge

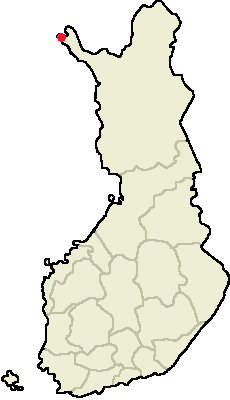
Kilpisjärvi by i den Finska armen

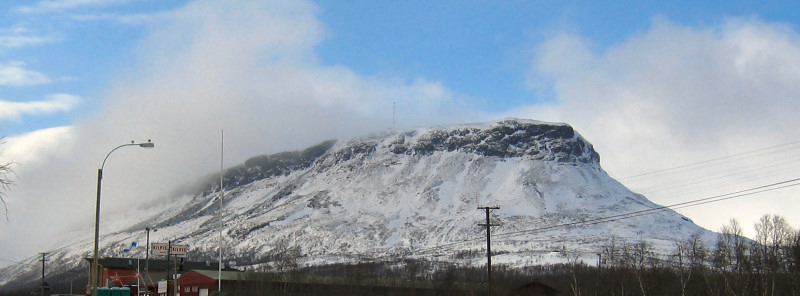
Saana sett från Kilpisjärvi.

Kilpisjärvi är en småort i den nordvästra delen av Enontekis kommun i Finska armen i Lappland i Finland, nära gränserna till Norge och Sverige. Kilpisjärvi ligger vid gränssjön till Sverige Kilpisjärvi och vid fjället Saana, utmed riksväg 21/Europaväg 8. Den närmaste grannorten är den 43 kilometer avlägsna Skibotn (finska: Yykeänperä) vid havet i Norge.
Byn är utgångspunkt för vandringsturer bland annat runt fjället Saana, till Haldefjäll, fjället Bárras och till Treriksröset genom Malla naturreservat. Den ligger vid den 800 km långa Nordkalottleden från Kvikkjokk till Kautokeino.
Det går sommartid båttrafik med M/S Malla över sjön Kilpisjärvi till Koltaluokta i Sverige. Kilpisjärvis naturum ligger vid foten av Saana.

## Kilpisjärvi i populärkulturen
- Leno i Röyksopps musikvideo Poor Leno kommer från Kilpisjärvi
- Darudes musikvideo Feel The Beat filmades i Kilpisjärvi